# 罗萨
罗萨是德国图林根州的一个市镇。总面积9.42平方公里，总人口759人，其中男性378人，女性381人（2011年12月31日），人口密度81人/平方公里。